# Antonio Rodríguez Miranda
Antonio Rodríguez Miranda,(La Bola, Orense, 15 noviembre 1967) es un político español del PPdeG.

## Trayectoria
Fue portavoz municipal en Allariz desde el año 2001 hasta 2021. En 2009 fue elegido parlamentario autonómico, y nombrado portavoz del PPdeG para la VII legislatura, cargo que ocupó hasta 2013. Estudió Biología en la Universidad de Santiago de Compostela.
- Datos: Q8201637